# Ledenice, Kotor
Ledenice este un sat din comuna Kotor, Muntenegru. Conform datelor de la recensământul din 2003, localitatea are 32 de locuitori (la recensământul din 1991 erau 45 de locuitori).

## Demografie
În satul Ledenice locuiesc 30 de persoane adulte, iar vârsta medie a populației este de 45,6 de ani (46,6 la bărbați și 44,7 la femei). În localitate sunt 10 gospodării, iar numărul mediu de membri în gospodărie este de 3,20.
Populația localității este foarte eterogenă.
|  |

| Demografie | Demografie | Demografie |
| An         | Locuitori  | Locuitori  |
| ---------- | ---------- | ---------- |
|            |            |            |
|            |            |            |
|            |            |            |
|            |            |            |
| 1948       | 176        |            |
| 1953       | 195        |            |
| 1961       | 153        |            |
| 1971       | 128        |            |
| 1981       | 76         |            |
| 1991       | 45         | 45         |
| 2003       | 32         | 32         |

| \| Componența etnică conform recensământului din 2003[2] \| Componența etnică conform recensământului din 2003[2] \| Componența etnică conform recensământului din 2003[2] \| Componența etnică conform recensământului din 2003[2] \| Componența etnică conform recensământului din 2003[2] \| \| ----------------------------------------------------- \| ----------------------------------------------------- \| ----------------------------------------------------- \| ----------------------------------------------------- \| ----------------------------------------------------- \| \| \| \| \| \| \| \| Sârbi \| Sârbi \| \| 15 \| 46,87% \| \| Muntenegreni \| Muntenegreni \| \| 14 \| 43,75% \| \| necunoscută \| necunoscută \| \| 0 \| 0% \| |              |  |    |        |
| Componența etnică conform recensământului din 2003 |              |  |    |        |
| |              |  |    |        |
| Sârbi | Sârbi        |  | 15 | 46,87% |
| Muntenegreni | Muntenegreni |  | 14 | 43,75% |
| necunoscută | necunoscută  |  | 0  | 0%     |